# Jinzhu (köping i Kina, Guizhou)
Jinzhu (kinesiska: 金竹, 金竹镇) är en köping i Kina. Den ligger i provinsen Guizhou, i den sydvästra delen av landet, omkring 17 kilometer söder om provinshuvudstaden Guiyang.